# Kabinett François Duvalier

Wappen von Haiti

Das Kabinett François Duvalier war die Regierung in Haiti unter Präsident François „Papa Doc“ Duvalier vom 22. Oktober 1957 bis zum 21. April 1971. Das Kabinett François Duvalier löste den Militärrat unter Antonio Thrasybule Kebreau ab, der zuvor das Kabinett Fignolé (25. Mai bis 14. Juni 1957) gestürzt hatte. Nach dem Tode des seit 1964 auf Lebenszeit regierenden Präsidenten François „Papa Doc“ Duvalier am 21. April 1971 wurde sein erst 19-jähriger Sohn  Jean-Claude „Baby Doc“ Duvalier neuer Präsident und bildete das vom 21. April 1971 bis zum 6. Februar 1986 regierende Kabinett Jean-Claude Duvalier.

## Geschichte des Kabinetts und Regierungsumbildungen

### Präsident- und Präsidentschaftswahlen 1957
Bei den Präsidentschaftswahlen am 22. September 1957 konnte sich François Duvalier	als Kandidat der Partei der Nationalen Einheit PUN (Parti de l’Unité nationale) mit 680.509 Stimmen (72,36 Prozent) deutlich gegen Louis Déjoie von der Nationalen Landwirtschafts- und Industriepartei PAIN (Parti Agricole et Industriel National) durchsetzen, auf den 249.956 Stimmen (26,58 Prozent) entfielen.
Am Tag seiner Amtseinführung stellte Präsident François „Papa Doc“ Duvalier am 22. Oktober 1957 das erste Ministerteam vor, das aus zehn Staatssekretären und sechs Unterstaatssekretären bestand. Eine Woche später wurde nach der Neugründung des Ministeriums für Tourismus ein Dekret zur Neukonstituierung des Kabinetts erlassen. Jean Magloire, der die Position des Unterstaatssekretärs für Volkswirtschaft innehatte, wurde mit dem Tourismusressort betraut. Von da an bildeten elf Staatssekretäre statt zehn und fünf Unterstaatssekretäre statt sechs das Ministerkabinett, das 46 Tage später neu organisiert wird. Am 13. Dezember 1957 wurde ein Dekret zur Schaffung des Ministeriums für Information und Koordinierung veröffentlicht. Am selben Tag trat das Kabinett zurück. Drei Tage später wurde am 16. Dezember 1957 die Bildung eines neuen Ministerkabinetts veröffentlicht. Aus dem ersten Kabinett konnten fünf ihre Ressorts behalten: Vilfort Beauvoir (Auswärtige Angelegenheiten), Frédéric Duvigneaud (Inneres und Verteidigung), Fritz Saint-Firmin Thébaud (Finanzen), Pater Jean-Baptiste Georges (Nationale Bildung) sowie André Théard (Handel und Industrie). Nur ein Wechsel wurde am 19. Februar 1958 vorgenommen: Théodore Nicoleau, Minister für Arbeit und Soziales, wurde durch Colbert Bonhomme ersetzt.
Am 17. Juni 1958 wurden fünf Staatssekretäre ernannt: Louis Mars (Auswärtige Angelegenheiten), Jean Bélizaire (Justiz), Rhindal Assad (Tourismus), Arthur Bonhomme (Öffentliche Arbeiten) und Jules Blanchet (Ohne Portfolio). Vier Mitglieder des vorherigen Kabinetts wurden nicht mehr ins Kabinett berufen: Vilfort Beauvoir (Auswärtige Angelegenheiten), Emile Saint-Clair (Justiz), Colbert Bonhomme (Arbeit und Soziales) und Antonio Rimple (Öffentliche Arbeiten). Jean Magloire, zuvor Minister für Tourismus, wurde mit dem Ressort Arbeit und Sozialfürsorge betraut. Am 4. November 1958 kam es zur Fusion der Ministerien Finanzen sowie Handel und Industrie und zur Streichung der Position des Unterstaatssekretärs für Koordinierung. Am 21. September 1959 folgte ein Wechsel im Kabinett nach dem Rücktritt von Justizminister Lucien Bélizaire, dessen Stelle bis zum 19. Dezember 1959 unbesetzt blieb.
Am 19. Dezember 1959 kam es zu einer umfangreichen Kabinettsumbildung, bei der aus dem vorherigen Kabinett drei Personen in ihren Ämtern übernommen wurden: Paul Blanchet (Information und Koordination), Lamartinière Honorat (Öffentliche Arbeiten), Pater Hubert Papailler (Nationale Bildung), während Gérard Philippeaux vom Landwirtschafts- ins Finanzministerium wechselte. Sechs Minister wurden nicht erneut bestellt: Louis Mars (Auswärtige Angelegenheiten), Jean Magloire (Inneres und Verteidigung), André Théard (Finanzen), Clovis Désinor (Handel), Ernest Élysée (Öffentliche Gesundheit), Lucien Bélizaire (Arbeit und Justiz), der zwei Monate zuvor zurückgetreten war. Vier Persönlichkeiten wurden aufgerufen, dem neuen Ministerkabinett beizutreten: Raymond Moyse (Auswärtige Angelegenheiten), Luc François (Justiz), Frédéric Dévarieux (Öffentliche Arbeiten), Carlos Boulos (Gesundheit), während zwei Unterstaatssekretäre zu Staatssekretären befördert wurden: Aurel Josel (Inneres) und Hervé Boyer, von der Funktion des Unterstaatssekretärs für Finanzen zum Staatssekretär für Handel und Industrie. Am 25. Oktober 1960 wurde Raymond Moyse (Auswärtige Angelegenheiten) durch Joseph Baguidy, Gérard Philippeau (Landwirtschaft) durch André Théard sowie Lamartinière Honorat (Öffentliche Arbeiten), der am 19. Oktober zurückgetreten war, ersetzt. Hervé Boyer wechselte vom Handels- zum Finanzministerium.

### Parlamentswahl und Referendum 1961
Bei den Wahlen am 30. April 1961 gewann die Partei der Nationalen Einheit PUN von Duvalier alle 67 Sitze in der Abgeordnetenkammer (La Chambre des Députés). Zugleich fand ein Referendum über die Verlängerung der Amtszeit von Duvalier statt. Als offizielles Ergebnis wurden 1.320.748 „Ja“-Stimmen für den Verbleib Duvaliers im Amt bekanntgegeben. Gegenstimmen gab es demnach nicht. Daraufhin gab es am 30. Mai 1961 eine Kabinettsumbildung, bei der sechs Mitglieder des ehemaligen Kabinetts im Amt blieb: Paul Blanchet (Koordination und Information), Hervé Boyer (Finanzen), Clovis Désinor (Handel), Aurèle Joseph, der vom Innenministerium zum Ministerium für öffentliches Gesundheitswesen wechselte, André Théard und Victor Nevers Constant (Tourismus). Die übrigen fünf Kabinettsmitglieder Carlos Boulos (Gesundheit), Pater Hubert Papailler (Nationale Bildung), Joseph Baguidi (Auswärtige Angelegenheiten), Frédéric Dévarieux (Arbeit und Soziales), Marcel Daumec (Öffentliche Arbeiten) schieden aus dem Kabinett, während sechs neue Persönlichkeiten berufen wurden: Boileau Méhu (Inneres und Verteidigung), René Charlmers (Auswärtige Angelegenheiten), Louis Levêque (Öffentliche Arbeiten), Léonce Viaud (Nationale Bildung), Gasner Kersaint (Arbeit und Soziales) und Simon Dévarieux (Justiz).
Bei einer neuerlichen Kabinettsumbildung am 18. Januar 1963 behielten alle Staatssekretäre des vorherigen Kabinetts ihre Ressorts mit Ausnahme von drei: Paul Blanchet (Information und Koordination), Simon Dévarieux (Justiz), Louis Levêque (Öffentliche Arbeiten). Sie wurden durch den Abgeordneten Luckner Cambronne (öffentliche Arbeiten) und Georges Figaro ersetzt, der von der Position des Unterstaatssekretärs für Information übernahm und zum Staatssekretär desselben Ministeriums befördert wurde, während Max Antoine (Justiz) ebenfalls neu ins Kabinett kam. Bei einer Umbildung am 9. Dezember 1963 übernahmen drei neue Politiker Ämter im Kabinett: Paul Blanchet übernahm wieder den Posten für Koordination und Information, Roger Cantave im Ministerium für Landwirtschaft und natürliche Ressourcen und Rameau Estimé im Justizministerium. Clovis Désinor (Handel) und Hervé Boyer (Finanzen) blieben im Kabinett, tauschten allerdings ihre Posten. Darüber hinaus wurde das bislang von Victor Nevers Constant geleitete Ministerium für Tourismus abgeschafft wurde. Im Zuge einer neuerlichen Regierungsumbildung am 25. Mai 1964 ersetzte Jean Julmé Luc François im Innenministerium. Letzterer war auch das einzige Mitglied der Regierung, das ersetzt wurde. Diese Änderung erfolgte im Vorfeld mit der Abstimmung in der Nationalversammlung über die Artikel einer neuen Verfassung, die François Duvalier in Artikel 197 zum Präsidenten auf Lebenszeit machte.

### Parlamentswahl und Referendum 1964 sowie Parlamentswahl 1967

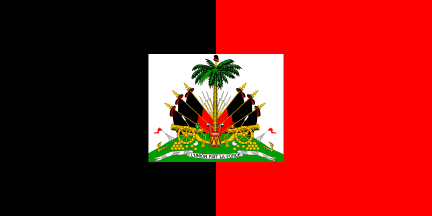
Die neue Flagge Haitis von 1964.

Bei der Parlamentswahl am 14. Juni 1964 gewann die Parti de l’Unité nationale (PUN) von Präsident Duvalier erneut alle Sitze in der Abgeordnetenkammer. Zugleich fand ein Verfassungsreferendum statt. Diese Volksabstimmung billigte eine Reihe von Änderungen wie die Erklärung des Staatsoberhaupts zum Präsidenten auf Lebenszeit, die Einräumung des Rechts des Präsidenten, seinen Nachfolger selbst zu bestimmen, die Abschaffung des Senats und Einführung eines Parlaments mit nur einer Kammer und die Änderung der Nationalflagge von blau-rot in schwarz-rot, wobei die schwarze Farbe die historische Verbundenheit mit dem afrikanischen Kontinent symbolisieren sollte.
Im Zuge einer darauf folgenden Regierungsbildung wurde am 18. Juli 1964 ein Kabinett mit zehn Staatssekretären und sechs Unterstaatssekretären vorgestellt, dem zwei neue Staatssekretäre angehörten: Hervé Boyer (Finanzen) war nun ebenfalls zuständig für Handel und Industrie, während Clovis Désinor als Staatssekretär ohne Geschäftsbereich ins Kabinett zurückkehrte. Bei einer weiteren Kabinettsumbildung am 26. November 1965 schieden zwei Staatssekretäre aus der Regierung, und zwar Roger Cantave (Landwirtschaft) und Hervé Boyer (Finanzen und Handel). Das Ministerium für Handel und Industrie, das zuvor dem Staatssekretär für Finanzen unterstand, wurde wieder autonom und erhielt mit Lébert Jean-Pierre einen neuen Amtsinhaber. Zwei langjährige Minister wurden abberufen: Clovis Désinor (Finanzen) und Victor Nevers Constant (Landwirtschaft).
Bei der Parlamentswahl am 22. Januar 1967 gewann die Parti de l’Unité nationale (PUN), die einzige legal existierende Partei wiederum alle Mandate in der Abgeordnetenkammer. Am 22. Mai 1967 wurde ein neues Kabinett m elf Staatssekretären und sieben Unterstaatssekretären vorgestellt, wobei sieben Mitglieder des ehemaligen Kabinetts nicht erneut ins Kabinett berufen wurden. Am 14. Oktober 1967 wurden alle Staatssekretäre der bisherigen Regierung bestätigt, bis auf Morille Figaro, Staatssekretär des Innen- und Verteidigungsministeriums, der durch Aurèle Joseph ersetzt wurde. Am 25. November 1968 wurde ein neues aus zwölf Staatssekretären und fünf Unterstaatssekretären bestehendes Kabinett vorgestellt, nachdem es zur Ernennung eines Staatssekretärs für soziale Angelegenheiten gekommen war. Dieses Ministerium  wurde durch ein Gesetz vom 28. August 1967 geschaffen. Am 22. April 1970 kam es zur Rückkehr von Simon Desvarieux, zuvor Staatssekretär ohne Geschäftsbereich, der nunmehr Staatssekretär für das im Justizministerium wurde, wo er Rameau Estimé ersetzte. Zuletzt wurde unter Duvalier am 19. Oktober 1970 ein Kabinett mit elf Staatssekretären und fünf Unterstaatssekretären berufen. Mit Ausnahme der Minister für nationale Bildung, Finanzen und Justiz wurden alle Minister des alten Kabinetts übernommen.
Entsprechend der 1964 geänderten Verfassung nominierte François Duvalier vor seinem Tode am 22. April 1971 seinen ersten 19-jährigen Sohn Jean-Claude „Baby Doc“ Duvalier zu seinem Nachfolger als Präsident von Haiti.

### Kabinettsmitglieder
| Amt                                                                                 | Amtsinhaber | Beginn der Amtszeit | Ende der Amtszeit |
| ----------------------------------------------------------------------------------- | --- | --- | --- |
| Auswärtige Angelegenheiten und Kulte (Affaires Etrangères et des Cultes)            | Vilfort Beauvoir Louis Mars Raymond Moyse Joseph Baguidy René Chalmers | 22. Oktober 1957 17. Juni 1958 19. Dezember 1959 25. Oktober 1960 30. Mai 1961 | 17. Juni 1958 19. Dezember 1959 25. Oktober 1960 30. Mai 1961 22. April 1971 |
| Soziales (Affaires Sociales)                                                        | Max Antoine | 26. November 1968 | 22. April 1971 |
| Landwirtschaft und natürliche Ressourcen (Agriculture et des Ressources Naturelles) | Henri Marc Charles Gérard Philippeaux André Théard Roger Cantave Victor Nevers Constant Louis Blanchet André Théard                                                                                  | 22. Oktober 1957 22. April 1959 25. Oktober 1960 9. Dezember 1963 26. November 1965 22. Mai 1967 25. November 1968                                                                                | 22. April 1959 25. Oktober 1960 9. Dezember 1963 26. November 1965 22. Mai 1967 25. November 1968 22. April 1971                                                                                |
| Handel und Industrie (Commerce et de l’Industrie)                                   | André Théard Clovis Désinor Hervé Boyer Clovis Désinor Hervé Boyer Lebert Jean-Pierre | 22. Oktober 1957 22. April 1959 19. Dezember 1959 25. Oktober 1960 9. Dezember 1963 19. November 1965                                                                                             | 22. April 1959 19. Dezember 1959 25. Oktober 1960 9. Dezember 1963 19. November 1965 22. April 1971                                                                                             |
| Koordination und Information (Coordination et Information)                          | Frédéric Duvigneaud Lamartinière Honorat Paul Blanchet | 16. Dezember 1957 4. November 1958 30. Mai 1961 | 4. November 1958 30. Mai 1961 25. November 1968 |
| Nationale Bildung (Education Nationale)                                             | Père Jean-Baptiste Georges Père Hubert Papailler Léonce Viaud Frédéric Kébreau Edner Brutus | 22. Oktober 1957 22. April 1959 30. Mai 1961 25. November 1968 10. Oktober 1970 | 22. April 1959 30. Mai 1961 25. November 1968 10. Oktober 1970 22. April 1971 |
| Finanzen (Finances)                                                                 | Fritz Saint-Firmin Thébaud André Théard Gérard Philippeaux Hervé Boyer Clovis Désinor Hervé Boyer Clovis Désinor André Dubé                                                                          | 22. Oktober 1957 4. November 1958 19. Dezember 1959 25. Oktober 1960 9. Dezember 1963 18. Juli 1964 26. November 1965 19. Oktober 1970                                                            | 4. November 1958 19. Dezember 1959 25. Oktober 1960 9. Dezember 1963 18. Juli 1964 26. November 1965 19. Oktober 1970 22. April 1971                                                            |
| Inneres und Nationale Verteidigung (Intérieur et Défense nationale)                 | Frédéric Duvigneaud Jean Magloire Aurèle Joseph Boileau Méhu Luc François Jean Julmé Morille Figaro Aurèle Joseph                                                                                    | 22. Oktober 1957 22. April 1959 19. Dezember 1959 30. Mai 1961 6. Oktober 1962 25. Mai 1964 22. Mai 1967 14. Oktober 1967                                                                         | 22. April 1959 19. Dezember 1959 30. Mai 1961 6. Oktober 1962 25. Mai 1964 22. Mai 1967 14. Oktober 1967 22. April 1971                                                                         |
| Justiz (Justice)                                                                    | Théodore Nicoleau Emile Saint-Clair Jean Bélizaire Lucien Bélizaire Luc François Simon Desvarieux Antoine Marthold Rameau Estimé Simon Desvarieux Rameau Estimé Simon Desvarieux Jean-André Rousseau | 22. Oktober 1957 16. Dezember 1957 17. Juni 1958 4. November 1958 21. September 1959 30. Mai 1961 18. Januar 1963 9. Dezember 1963 22. Mai 1967 25. November 1968 22. April 1970 19. Oktober 1970 | 16. Dezember 1957 17. Juni 1958 4. November 1958 21. September 1959 30. Mai 1961 18. Januar 1963 9. Dezember 1963 22. Mai 1967 25. November 1968 22. April 1970 19. Oktober 1970 22. April 1971 |
| Öffentliche Gesundheit und Bevölkerung (Santé Publique et Population)               | Lafontant Jean Auguste Denizé Ernest Élysée Carlo Boulos Aurèle Joseph Gérard Philippeaux Fritz Audoin Max Adolphe                                                                                   | 22. Oktober 1957 16. Dezember 1957 22. April 1959 19. Dezember 1959 30. Mai 1961 6. Oktober 1962 22. Mai 1967 25. November 1968                                                                   | 16. Dezember 1957 22. April 1959 19. Dezember 1959 30. Mai 1961 6. Oktober 1962 22. Mai 1967 25. November 1968 22. April 1971                                                                   |
| Tourismus (Tourisme)                                                                | Jean Magloire Rhindal Assad Victor Nevers Constant | 31. Oktober 1957 17. Juni 1958 ??? | 17. Juni 1958 ??? 6. Dezember 1963 |
| Arbeit und soziale Wohlfahrt (Travail et Bien-Être social)                          | Antoine Pierre-Paul Théodore Nicoleau Colbert Bonhomme Jean Magloire Lucien Bélizaire Frédéric Desvarieux Gasner Kersaint Max Antoine                                                                | 22. Oktober 1957 16. Dezember 1957 19. Februar 1958 17. Juni 1958 4. November 1958 19. Dezember 1959 30. Mai 1961 6. Oktober 1962                                                                 | 16. Dezember 1957 19. Februar 1958 17. Juni 1958 4. November 1958 21. September 1959 30. Mai 1961 6. Oktober 1962 22. April 1971                                                                |
| Öffentliche Arbeiten (Travaux publics)                                              | Marcel Vaval Antonio Rimpel Arthur Bonhomme Jean Magloire Lamartinière Honorat Marcel Daumec Louis Lévêque Luckner Cambronne Raoul Lespinasse                                                        | 22. Oktober 1957 16. Dezember 1957 17. Juni 1958 4. November 1958 22. April 1959 25. Oktober 1960 30. Mai 1961 18. Januar 1963 22. Mai 1967                                                       | 16. Dezember 1957 17. Juni 1958 4. November 1958 22. April 1959 19. Oktober 1960 30. Mai 1961 18. Januar 1963 22. Mai 1967 22. April 1971                                                       |
| Ohne Geschäftsbereich (Sans Portefeuille)                                           | Jules Blanchet Clovis Désinor Simon Desvarieux | 17. Juni 1958 19. Juli 1964 November 1968 | November 1958 ??? 22. April 1970 |

## Hintergrundliteratur
- Leslie Jean-Robert Péan: Haiti. Économie politique de la corruption. Tome IV: L’ensauvagement macoute et ses conséquences (1957–1990), Maisonneuve et Larose, Paris 2007